# Anne Boleyn (film, 1920)
Pour les articles homonymes, voir Anne Boleyn et Boleyn.
Pour plus de détails, voir Fiche technique et Distribution.
Anne Boleyn (Anna Boleyn) est un film allemand muet en 6 actes réalisé par Ernst Lubitsch, sorti en 1920.

## Synopsis

### Durant le trajet de la France vers l'Angleterre
Anne Boleyn rentre en bateau dans son pays natal, l'Angleterre, après plusieurs années passées en France. Elle habite chez son oncle, le duc de Norfolk, et y retrouve son amour de jeunesse, Heinrich Norris, qui est entre-temps devenu chevalier au service du roi Henri VIII d'Angleterre.

### Le jour de fête de la reine Catherine d'Aragon
La reine est dans sa chambre, et reçoit sa fille, la princesse Marie. Elle lui dit être heureuse à l'idée que le roi ne puisse pas rester loin d'elle en ce jour si important. Un serviteur vient pourtant lui annoncer que le roi n'est toujours pas rentré de la chasse. La reine Catherine d'Aragon déclare ne pas vouloir accueillir les invités tant que le roi n'est pas rentré. À son arrivée à la cour, Heinrich Norris est envoyé d'urgence chercher le roi.
Il est en effet en train de festoyer avec ses hommes, et se voit obligé d'annoncer son arrivée. Au moment de son départ arrive une grande pièce montée, dont sort une belle jeune fille. Le roi Henri VIII se laisse séduire et ne rentre pas voir sa femme, qui commence alors l'accueil des invités seule. Au beau milieu de la procession, la reine voyant que son mari n'arrive toujours pas quitte l'audience au moment même où Anne Boleyn lui était présentée.
Le duc de Norfolk conduit quand même sa nièce dans la chambre de la reine, mais le roi annonce son arrivée à ce moment précis. Le duc de Norfolk et Anne Boleyn s'éclipsent rapidement, mais la robe d'Anne reste coincée dans la porte. Le roi remarque l'étoffe, ouvre la porte et tombe sous le charme de la jeune fille.
Anne Boleyn devient dame d'honneur, et subit les avances du roi, notamment durant une partie de campagne, où il la poursuit dans un fourré. La cour est outrée par ce comportement et rejette Anne Boleyn. Elle reste cependant éprise d'Heinrich Norris, lequel la rejette puisqu'il la soupçonne d'être amoureuse du roi, qui lui a effectivement proposé la couronne d'Angleterre.

### Le jugement de divorce
Henri VIII d'Angleterre divorce de sa femme Catherine d'Aragon, sous prétexte qu'elle n'a pas donné naissance à un héritier mâle. Comme le pape ne considère pas cet argument comme recevable, le roi Henri VIII se sépare de l'église catholique de Rome et fonde l'anglicanisme. Malgré l'opposition du peuple, il épouse Anne Boleyn qui a peu de temps auparavant éconduit Heinrich Norris. Elle aime toujours Heinrich Norris, mais est fidèle au roi.
Le roi exige que la princesse Marie (qui deviendra Marie Ire d'Angleterre), issue de son mariage avec Catherine d'Aragon, quitte la ville avant son mariage avec Anne Boleyn. La princesse Marie refuse de partir, et dit que le roi n'a qu'à venir la chasser lui-même. Elle le croise dans le château, et le roi Henri ordonne à Heinrich Norris de veiller à ce que la princesse disparaisse de la ville avant le mariage. La princesse tarde à quitter la ville, et part en carrosse au moment du couronnement d'Anne Boleyn. Sur le chemin, des badauds la reconnaissent et l'acclament : ils la conduisent au lieu du mariage, et sont réprimés par les forces de l'ordre. Néanmoins, princesse Marie arrive à entrer dans la cathédrale, et interrompt la cérémonie en demandant que l'on retire la couronne de la tête d'Anne Boleyn. Elle est chassée, et le mariage a lieu.
Au moment où le couple royal quitte la cathédrale, Heinrich Norris qui était sur le parvis s'évanouit, troublant Anne Boleyn. Il est évacué par quelques soldats.
Lors du grand banquet donné en honneur de son mariage, Anne Boleyn n'arrive pas à cacher sa peur et sa tristesse. Le roi la conduit tout de même dans la chambre nuptiale.
On voit avant cela le fou du roi entrer dans la chambre d'Heinrich Norris et lui remettre un bijou de la part d'Anne Boleyn, qui lui souhaite un prompt rétablissement.
Dans la chambre nuptiale, la reine Anne est terrifiée par le roi. Il lui demande si elle est heureuse, ce à quoi elle répond qu'elle est reine d'Angleterre, avant d'être conduite au lit par son époux.
Pendant la scène suivante, on voit Heinrich Norris qui s'est rétabli, puis le roi qui vient admirer sa femme en train de broder : il lui fait une plaisanterie en coupant le fil qu'elle utilise, et ils s'embrassent. Anne Boleyn est devenue souriante et a l'air apaisée. Heinrich Norris vient rendre visite au couple royal, pour se remettre au service du roi. Mais ce dernier le renvoie, sous prétexte qu'il l'a bien mal servi. Anne Boleyn intervient et Henri VIII accepte finalement les services du chevalier.
En quittant la salle, le fou du roi met Anne en garde contre Mark Smeaton, qui est musicien à la cour du roi.

### La fête printanière
Le poète du roi suggère d'organiser une fête printanière pour célébrer le mariage. Tout le château s'affaire pour les préparatifs.
Le couple royal ouvre enfin le bal, et les festivités débutent. Rapidement, le roi repère une jeune femme séduisante déguisée en elfe et s'enfuit pour lui faire la cour dans les bois. En partant à leur recherche, la reine Anne et Heinrich Norris se croisent dans les bois : le chevalier tente d'embrasser Anne Boleyn qui le rejette. Smeaton comprend qu'il s'est passé quelque chose et fait du chantage à la reine, qui s'évanouit.
On la conduit dans sa chambre, et le roi vient voir comment elle se porte : il apprend alors qu'elle est enceinte, nouvelle qui le comble de joie. Il ordonne que tout le pays prie dans les églises afin que l'enfant soit un garçon.

### Le jour de la naissance
Anne Boleyn donne naissance à une petite fille, la princesse Elizabeth (future Élisabeth Ire d'Angleterre). Le roi s'effondre en apprenant la nouvelle, et fait chasser le peuple qui s'était réuni sur la grande place pour fêter la naissance. Anne Boleyn envoie une servante faire chercher le roi, qui, plutôt que de venir directement, tente de séduire la servante.
Les jours qui suivent, alors que la princesse Elizabeth est présentée au roi, ce dernier la dépose sur un siège et fait la cour à Lady Jeanne (Jeanne Seymour), chargée de s'occuper du nourrisson.
Les hommes du roi sonnent la chasse, et le roi dit à Lady Johanna d'aller se préparer pour l'accompagner : les deux protagonistes quittent la salle en laissant la princesse Elizabeth seule sur un siège. Anne Boleyn trouve son enfant seul, et son oncle la met en garde : il pourrait lui arriver la même chose qu'à la reine Catherine d'Aragon si elle ne se bat pas pour garder son mari.
La reine Anne court alors se préparer et rejoint le convoi de la chasse. En la voyant, le roi Henri VIII se met en colère et lui ordonne de quitter les lieux. Elle croise alors Lady Johanna et comprend que son mari voulait la tromper. La reine fait alors monter Lady Johanna avec elle en voiture, afin de l'éloigner de son époux.

### Le soir
Le roi joue aux dés avec ses hommes, puis rejoint la salle à manger. Smeaton chante alors une chanson où il sous-entend que la reine Anne aurait une relation avec le chevalier Heinrich Norris. Les deux se battent alors dans les escaliers, et l'oncle d'Anne intervient, en disant au chevalier Norris qu'il pourra se venger durant le tournoi de chevaliers du lendemain.
Mais Smeaton court voir le roi pour lui raconter que sa femme le trompe avec Heinrich Norris. Le roi est furieux et ordonne à Smeaton de raconter son histoire. L'oncle d'Anne Boleyn s'oppose et affirme que ce sont des mensonges, sa nièce et Heinrich Norris ayant vécu un simple amour de jeunesse.
Le roi reste soupçonneux, et va alors trouver sa femme qui dort. Il s'empare du bébé et demande à la nourrice s'il lui ressemble. Par chance la nourrice Lady Johanna le rassure. Alors que le roi l'embrasse, Anne Boleyn se réveille et les surprend.
Furieuse, elle vient récupérer son enfant et attaque Lady Jeanne, qui lui répond qu'elle la sert comme Anne a servi Catherine d'Aragon.
Le lendemain, Anne vient voir sa suivante Lady Jeanne Seymour pour l'implorer d'épargner son ménage et son enfant, mais Lady Jeanne reste insensible. Le roi arrive à ce moment précis et ne cache plus sa relation avec Jeanne, lui disant qu'elle sera la plus belle durant le tournoi.
Le tournoi débute, et Anne Boleyn arrive parée de ses plus beaux atours. Pendant ce temps, l'oncle d'Anne Boleyn donne ses ordres à un chevalier : Heinrich Norris ne doit quitter le tournoi vivant sous aucun prétexte.
Heinrich Norris est gravement blessé dans l'arène, et la reine désespérée crie son nom alors que l'assemblée, le roi y compris, quitte le tournoi.
Les hommes du roi viennent alors arrêter la reine Anne sur ordre de leur souverain. L'oncle d'Anne tente de convaincre le roi de l'innocence de sa nièce, mais Jeanne Seymour entre dans la pièce, et le roi se monter inflexible : il a une raison pour pouvoir épouser lady Jeanne. Il ordonne au duc de Norfolk de faire disparaître sa nièce.
Il rend visite à sa nièce en prison, pour lui donner le chef d'inculpation. Anne refuse de le signer car ce sont des mensonges.

### Le jour du procès
Anne Boleyn apparaît face aux juges, dirigés par son oncle. Elle est accusée d'infidélité avec Heinrich Norris. Ce dernier entre dans le tribunal, et meurt alors qu'il est interrogé. Smeaton témoigne contre la reine. Cette dernière l'accuse de témoigner pour la simple raison qu'elle l'a repoussé : Smeaton est alors lui aussi arrêté. Après avoir été torturé, il signe des aveux forcés et prétend avoir eu une relation avec la reine, et est condamné à la pendaison par le duc de Norfolk.
Ce dernier apporte les aveux de Smeaton à sa nièce.

### La condamnation à mort
Anne Boleyn est condamnée à mort, et supplie le prêtre de pouvoir faire ses adieux à son enfant. Le prêtre refuse. Anne reçoit un message du roi Henri VIII où il signe l'arrêt de mort de son épouse.
Les bourreaux emmènent Anne dans la cour où elle est décapitée à la hache.

## Fiche technique
- Titre original : Anna Boleyn
- Titre français : Anne Boleyn
- Réalisation : Ernst Lubitsch
- Scénario : Ernst Lubitsch
- Décors : Kurt Richter, Ferdinand Bellan (assistant)
- Costumes : Ali Hubert
- Photographie : Theodor Sparkuhl
- Musique : Eduard Prasch
- Direction musicale : Hans Landsberger
- Production : Paul Davidson
- Société(s) de production : Oskar-Messter-Film GmbH / Projektions-AG "Union" pour Universum Film AG (UFA)
- Pays d'origine :  République de Weimar
- Langue : allemand
- Format : noir et blanc - 35 mm - 1,33:1 - Film muet
- Genre : Biopic, historique, drame et romance
- Durée : 118 minutes
- Dates de sortie :
  - République de Weimar : 3 décembre 1920

## Distribution
- Emil Jannings : Henri VIII
- Henny Porten : Anne Boleyn
- Hedwig Pauly-Winterstein : la reine Catherine d'Aragon
- Aud Egede Nissen : Jeanne Seymour
- Hilde Müller : la princesse Marie
- Ludwig Hartau : le duc de Norfolk
- Paul Hartmann : Henry Norris
- Maria Reisenhofer : Lady Rochford
- Ferdinand von Alten : Mark Smeaton
- Adolf Klein : le cardinal Wolsey
- Wilhelm Diegelmann : le cardinal Campeggio
- Friedrich Kühne : l'archevêque Cranmer
- Paul Biensfeldt : Jester, le bouffon
- Karl Platen : le médecin particulier
- Erling Hanson : le comte Percy
- Sophie Pagay : la nourrice
- Joseph Klein : Sir William Kingston, le commandant de la tour de Londres